# Cimetière Vestre
Le cimetière Vestre, en danois : Vestre Kirkegård, est situé à Copenhague dans le quartier de Kongens Enghave. Le nom signifie « cimetière de l'Ouest » en raison de son emplacement par rapport au centre-ville de la capital danoise.

## Présentation
Avec ses 54 hectares, le cimetière Vestre est un des plus grands cimetières de Copenhague avec le cimetière Assistens. Il est situé au sud-ouest du centre-ville historique, Indre By, près des districts de Valby et de Vesterbro.
Le cimetière Vestre a ouvert ses portes le 2 novembre 1870.
Le cimetière Vestre constitue un espace ouvert urbain pour la promenade et la découverte des tombes et autres monuments funéraires.

## Personnalités enterrées
- Carl Aller  (1845–1926), éditeur
- Hans Niels Andersen (1852–1937), homme d'affaires
- Herman Bang (1857–1912), écrivain
- Vilhelm Buhl (1881–1954), personnalité politique, Premier ministre du Danemark
- Anne Marie Carl-Nielsen (1863–1945), sculptrice
- Edvard Eriksen (1876–1959), sculpteur de la célèbre statue de La Petite Sirène
- Eline Eriksen (1881 - 1963), mannequin et femme d'Edvard Eriksen
- Jean-René Gauguin (1881-1961), sculpteur et céramiste franco-danois
- Vilhelm Hammershøi (1864–1916), peintre
- Hans Christian Hansen (1906–1960), personnalité politique, Premier ministre du Danemark
- Hans Hedtoft (1903–1955), personnalité politique
- Per Hækkerup (1915–1979), personnalité politique
- August Jerndorff (1846–1906), peintre
- Wilhelm Johannsen (1857–1927), botaniste
- Thad Jones (1923–1986), trompettiste de jazz américain
- Duke Jordan (1922-2006), pianiste de jazz américain
- Viggo Kampmann (1910–1975), personnalité politique, Premier ministre du Danemark
- Herman D. Koppel (1908-1998), compositeur et pianiste
- Søren Lund (1852-1933), peintre
- Franz Xaver Neruda (1843-1915), compositeur
- Asta Nielsen (1881–1972), actrice
- Carl Nielsen (1865–1931), compositeur
- Jens Otto Krag (1914–1978), personnalité politique, Premier ministre du Danemark
- Julius Petersen (1839–1910), mathématicien
- Knud Rasmussen (1879–1933), explorateur et anthropologiste
- Carl Rohl-Smith (1848–1900), sculpteur américano-danois
- Thorvald Stauning (1873–1942), personnalité politique, Premier ministre du Danemark
- Hermann Baagøe Storck (da) (1839–1922), architecte
- Hjalmar Söderberg (1869–1941), écrivain suédois
- Ed Thigpen (1930–2010), batteur de jazz américain
- Laurits Tuxen (1853–1927), sculpteur et peintre
- Liva Weel (1897–1952), actrice et chanteuse
- Kristian Zahrtmann (1843–1917), peintre

## Galerie

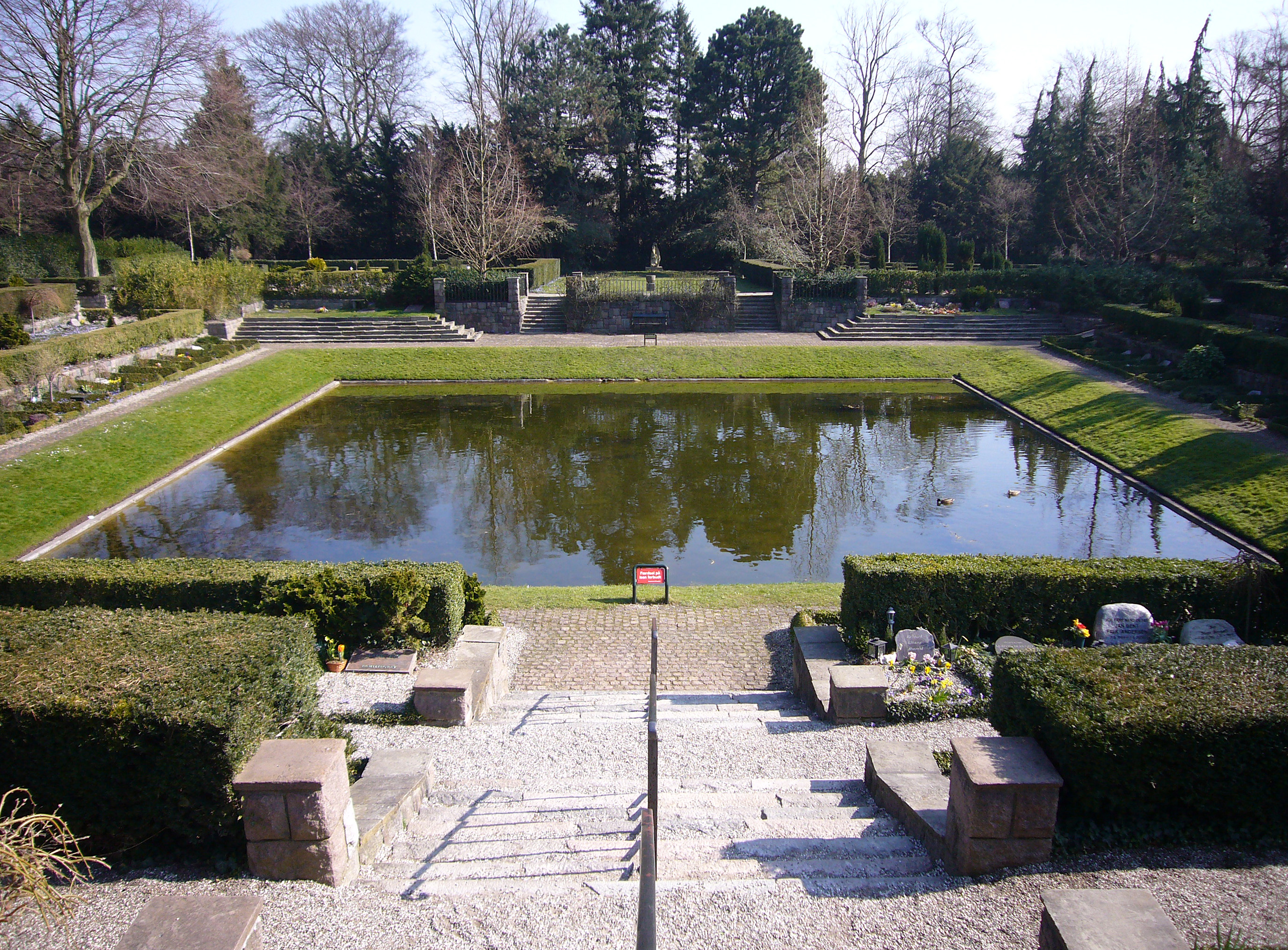
Vue partielle du cimetière Vestre
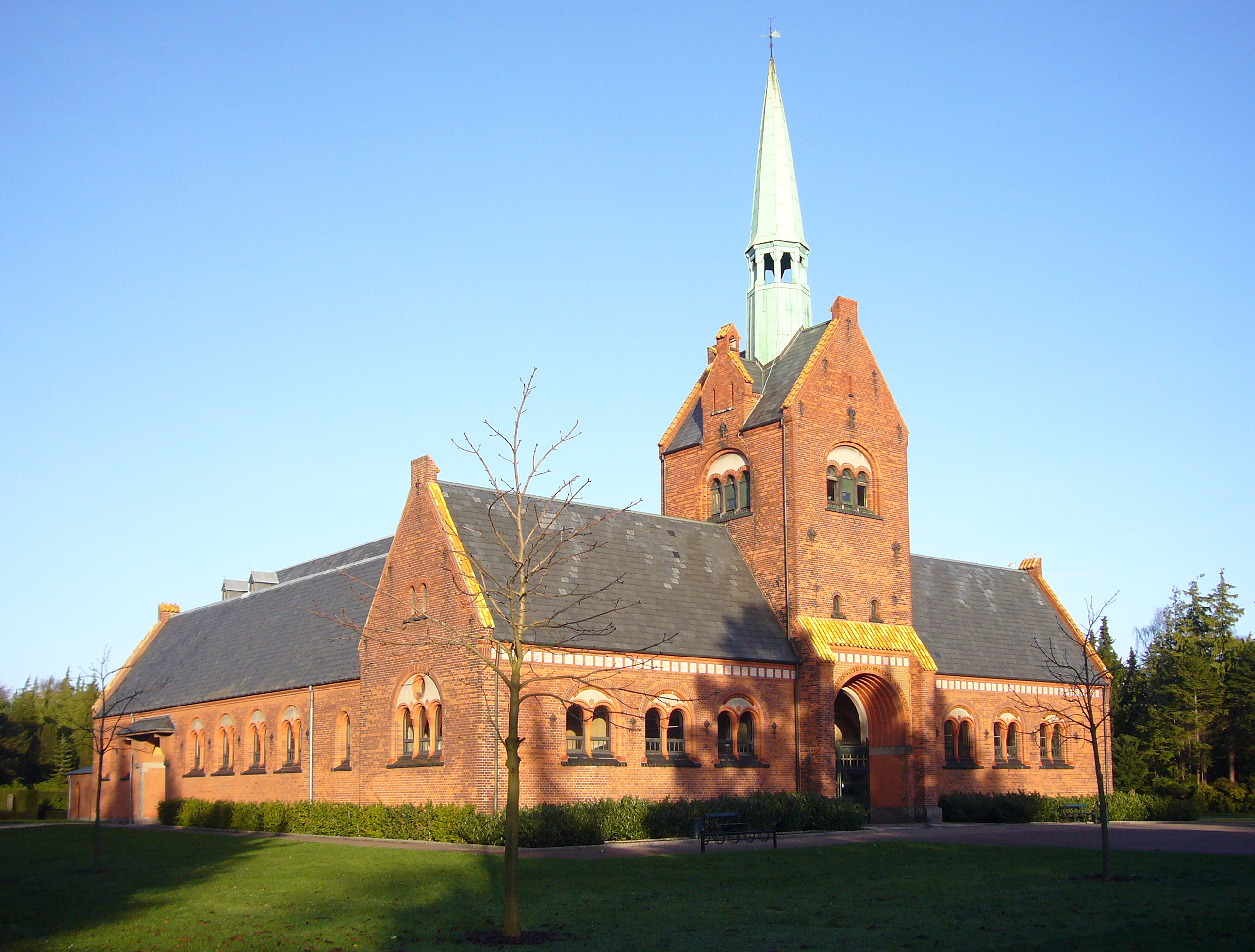
La chapelle Nord.
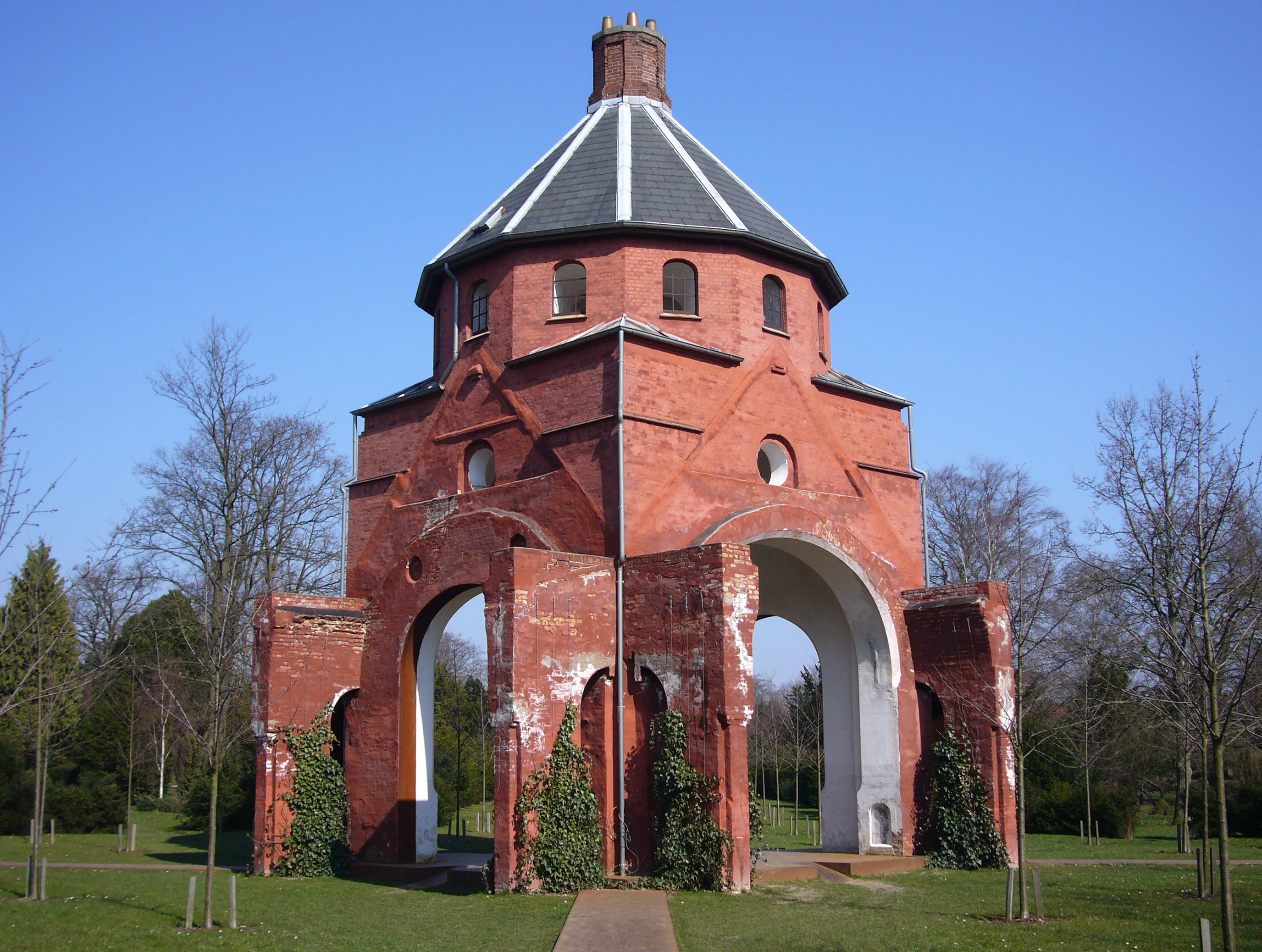
La chapelle Sud.
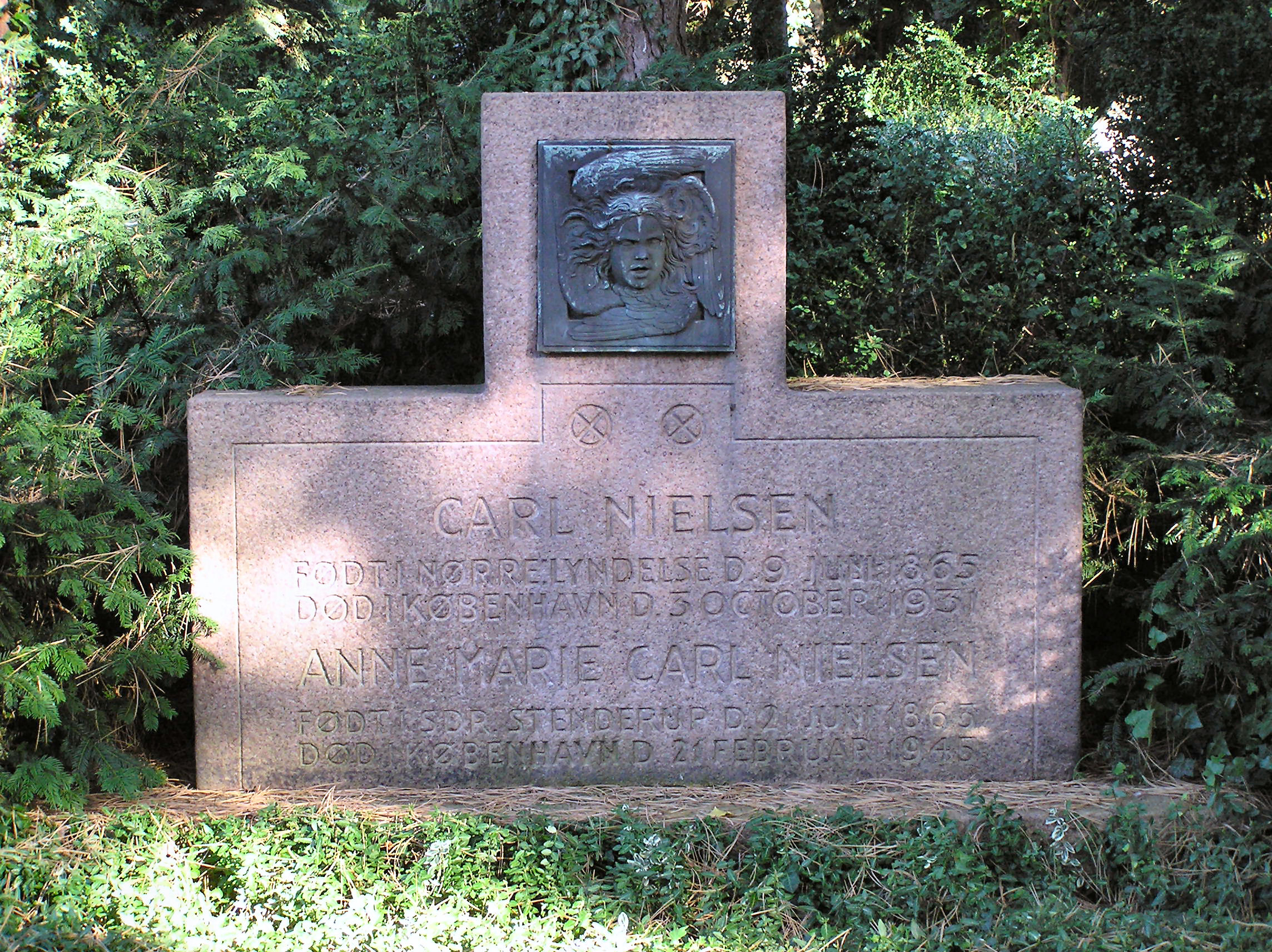
La pierre tombale de Carl Nielsen.